# Лепена
Лепена је насеље у Србији у општини Књажевац у Зајечарском округу. Према попису из 2022. било је 75 становника (према попису из 1991. било је 191 становника).

## Демографија
У насељу Лепена живи 72 пунолетних становника, а просечна старост становништва износи 62,3 година (59,0 код мушкараца и 64,6 код жена). У насељу има 29 домаћинстава, а просечан број чланова по домаћинству је 2,59.
Ово насеље је у потпуности насељено Србима (према попису из 2002. године), а у последња три пописа, примећен је пад у броју становника.
|  |

| Демографија | Демографија | Демографија |
| Година      | Становника  | Становника  |
| ----------- | ----------- | ----------- |
| 1948.       | 343         |             |
| 1953.       | 329         |             |
| 1961.       | 317         |             |
| 1971.       | 289         |             |
| 1981.       | 239         |             |
| 1991.       | 191         | 191         |
| 2002.       | 137         | 137         |
| 2011.       | 105         |             |
| 2022.       | 75          |             |

| Етнички састав према попису из 2002.‍ | Етнички састав према попису из 2002.‍ | Етнички састав према попису из 2002.‍ | Етнички састав према попису из 2002.‍ | Етнички састав према попису из 2002.‍ |
| ------------------------------------ | ------------------------------------ | ------------------------------------ | ------------------------------------ | ------------------------------------ |
|                                      |                                      |                                      |                                      |                                      |
| Срби                                 | Срби                                 |                                      | 137                                  | 100,0%                               |
| непознато                            | непознато                            |                                      | 0                                    | 0,0%                                 |

| Година пописа     | 1948. | 1953. | 1961. | 1971. | 1981. | 1991. | 2002. |
| ----------------- | ----- | ----- | ----- | ----- | ----- | ----- | ----- |
| Број домаћинстава | 71    | 70    | 68    | 64    | 63    | 57    | 49    |

| Број чланова      | 1  | 2  | 3 | 4 | 5 | 6 | 7 | 8 | 9 | 10 и више | Просек |
| ----------------- | -- | -- | - | - | - | - | - | - | - | --------- | ------ |
| Број домаћинстава | 14 | 14 | 6 | 6 | 6 | 0 | 2 | 0 | 1 | 0         | 2,80   |

| Пол    | Укупно | Неожењен/Неудата | Ожењен/Удата | Удовац/Удовица | Разведен/Разведена | Непознато |
| ------ | ------ | ---------------- | ------------ | -------------- | ------------------ | --------- |
| Мушки  | 60     | 9                | 40           | 9              | 2                  | 0         |
| Женски | 72     | 11               | 40           | 20             | 1                  | 0         |
| УКУПНО | 132    | 20               | 80           | 29             | 3                  | 0         |

| Пол    | Укупно                    | Пољопривреда, лов и шумарство | Рибарство                            | Вађење руде и камена | Прерађивачка индустрија       |
| ------ | ------------------------- | ----------------------------- | ------------------------------------ | -------------------- | ----------------------------- |
| Мушки  | 19                        | 3                             | 0                                    | 1                    | 10                            |
| Женски | 9                         | 4                             | 0                                    | 0                    | 4                             |
| УКУПНО | 28                        | 7                             | 0                                    | 1                    | 14                            |
| Пол    | Производња и снабдевање   | Грађевинарство                | Трговина                             | Хотели и ресторани   | Саобраћај, складиштење и везе |
| Мушки  | 0                         | 0                             | 1                                    | 0                    | 2                             |
| Женски | 0                         | 0                             | 0                                    | 0                    | 0                             |
| УКУПНО | 0                         | 0                             | 1                                    | 0                    | 2                             |
| Пол    | Финансијско посредовање   | Некретнине                    | Државна управа и одбрана             | Образовање           | Здравствени и социјални рад   |
| Мушки  | 0                         | 0                             | 0                                    | 0                    | 1                             |
| Женски | 0                         | 0                             | 0                                    | 0                    | 1                             |
| УКУПНО | 0                         | 0                             | 0                                    | 0                    | 2                             |
| Пол    | Остале услужне активности | Приватна домаћинства          | Екстериторијалне организације и тела | Непознато            | Непознато                     |
| Мушки  | 1                         | 0                             | 0                                    | 0                    | 0                             |
| Женски | 0                         | 0                             | 0                                    | 0                    | 0                             |
| УКУПНО | 1                         | 0                             | 0                                    | 0                    | 0                             |